# Nick Fransman
Nick Fransman (* 28. Februar 1992) ist ein niederländischer Badmintonspieler. 

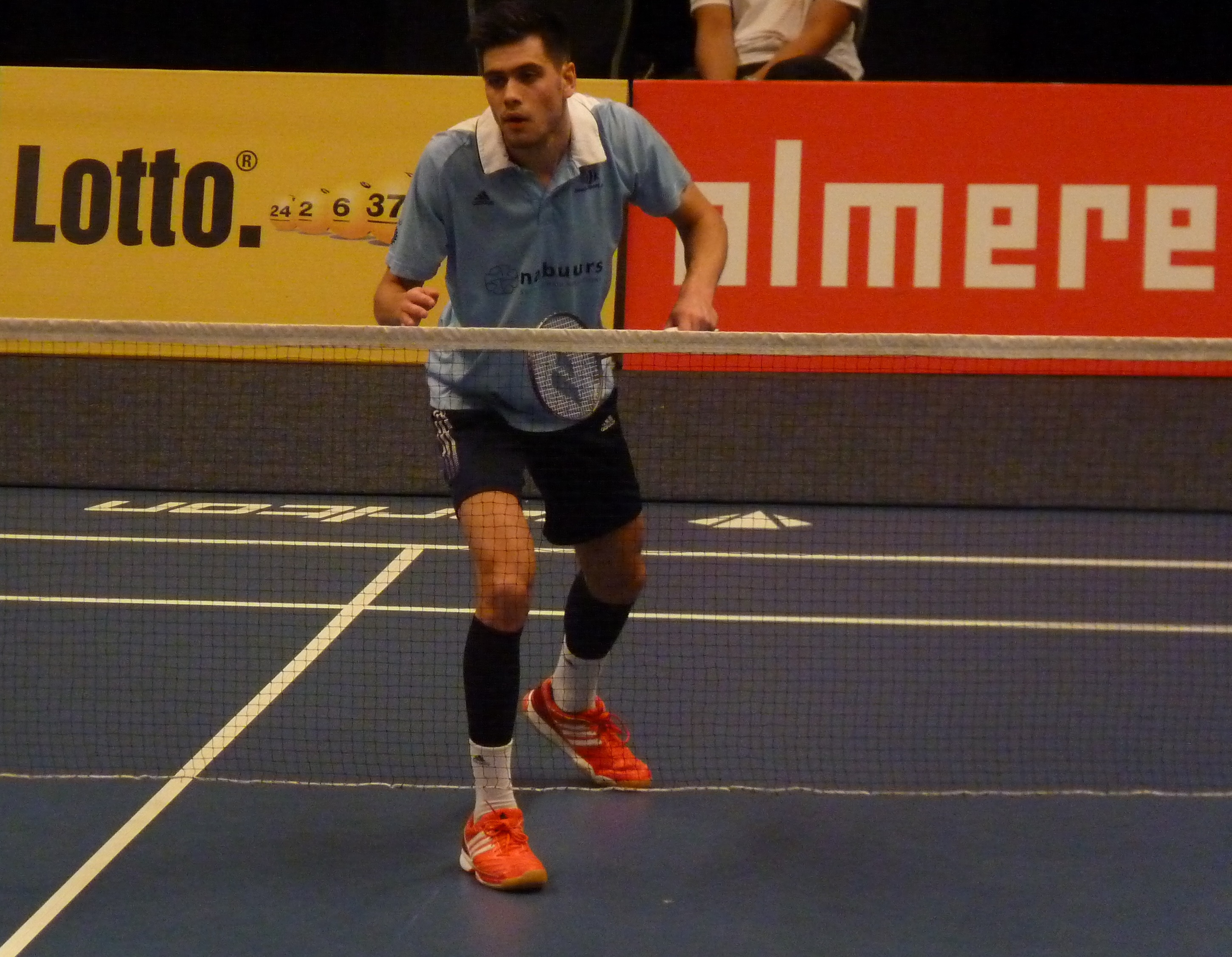
Nick Fransman (NED)

## Karriere
Nick Fransman startete 2012 und 2014 bei den Badminton-Mannschaftseuropameisterschaften. In den Saisons 2013/2014 und 2014/2015 spielte er in der Badminton-Bundesliga. Bei den Turkey International 2013 und den Norwegian International 2014 wurde er Dritter, bei den Turkey International 2014 Zweiter.

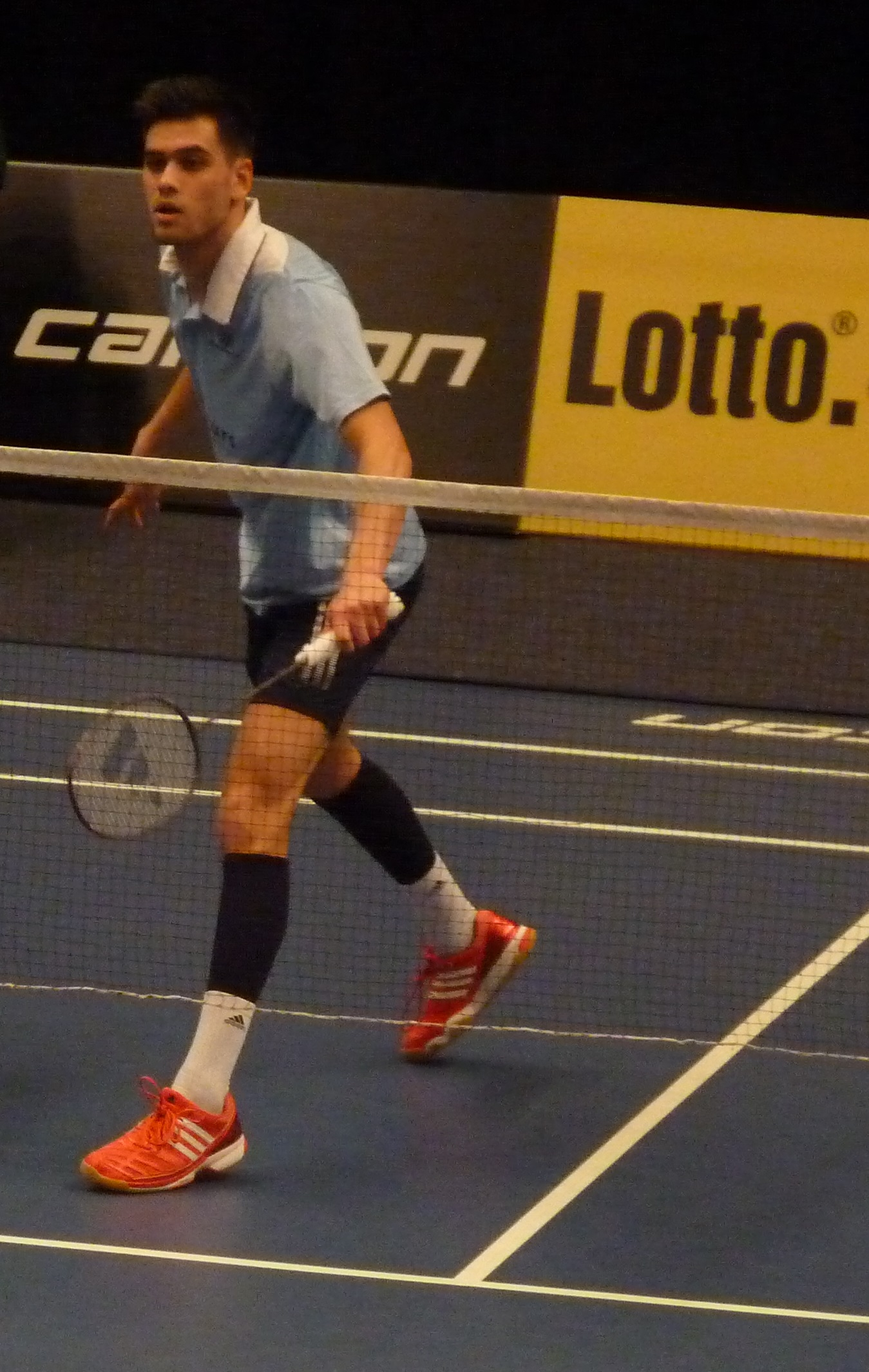
Nick Fransman